# Leucoloma zuluense
Leucoloma zuluense là một loài Rêu trong họ Dicranaceae. Loài này được Broth. & Bryhn mô tả khoa học đầu tiên năm 1911.